# Sarrola-Carcopino
 Sarrola-Carcopino  là một xã của tỉnh Corse-du-Sud, thuộc vùng Corse, trên đảo Corse ở Pháp.